# Axel Gustav Abraham Torssander
Axel Gustav Abraham Torssander, né le 17 décembre 1843 et mort le 14 décembre 1905, est un botaniste suédois.

## Sources
- (en) « Index of botanists », sur Harvard University Heraria & Libraries (consulté le 15 juillet 2015)